# 广东四小虎
广东四小虎，是1980年代广东省南海、顺德、东莞、中山四座经济发展迅猛的四个明星县（县级市）的合称，这一说法最早出自1987年12月20日《广州日报》头版新华社记者《广东跃起‘四小虎’》的报道，将“广东四小虎”的概念与当时流行的“亚洲四小龙”相对应。当时“四小虎”的社会生产总值、国民生产总值、工农业生产总值及国民收入四个指标，年平均增长率都达到或超过20％，发展速度远高于全国以至广东全省同期发展水平，是广东改革开放先走一步的象征。其后，东莞、中山于1988年升格为地级市，南海、顺德在撤县建市后于2002、2003年先后并入佛山市。
著名社会学家费孝通曾将“广东四小虎”模式总括为“珠江模式”，与苏南模式、温州模式被经济学界合称为中国经济发展与工业化进程的三大成功模式。

## 經濟發展模式
“广东四小虎”以珠江口为界，大体上分为两种经济发展模式：珠江东岸的東莞模式，以及珠江西岸的中山模式、順德模式、南海模式。

### 东岸模式
以東莞為代表，與香港形成「前店後廠」的關係，成为承接香港加工制造业转移的主要基地。当年的6万家向内地转移的香港企业，有4万家在东莞落户。

### 西岸模式
以香港的資訊、訂單、技術支持，从原集体经济中大力培育乡镇企业，發展物流，發揮市場經濟的优势，形成专业镇及其强大的产业集群，企業漸「北伐」行销至全國市場，如顺德的家电、南海的陶瓷、中山古镇的灯饰。

## 存在问题
20世纪90年代中后期至21世纪初，“广东四小虎”的发展模式不同程度地遭遇了瓶颈。如顺德模式暴露出了村级工业区发展参差不齐、行业间过度同质化竞争、乡镇企业产权模糊不清等问题。东莞的“两头在外”、“三来一补”也受到土地人力成本日益高企，产品耗能高附加值低等问题的困扰。